# 米哈伊爾·日瓦涅茨基
米哈伊爾·米哈伊洛維奇·日瓦涅茨基 （俄语：Михаил Михайлович Жванецкий，1934年3月6日—2020年11月6日），俄羅斯諷刺作家，也表演自己的作品，相當知名。1999年獲得烏克蘭人民藝術家荣誉称号， 2002年獲得俄罗斯人民艺术家荣誉称号。米哈伊爾的作品或他的演出，都有著敖德薩式幽默，笑點多半針對人或整個社會的黑暗面。

## 生長背景
米哈伊爾出生在醫生家庭，1956年畢業於敖德薩輪機工程學院（現更名為：敖德薩國立海洋大學）,學歷是海港運輸設備機械工程，他畢業後在海港工作，與維克多·易堔科共事。他在大學時代，參與一些社團或活動，並開始寫起短劇和演出自己的作品。1963年，他認識了阿爾卡季·伊薩科維奇·拉伊金並被邀請參加劇院的綵排。1964年，米哈伊爾在劇院擔任文稿監製。1969年，兩人一同製作電視劇信號燈（Светофор）,其中就有米哈伊爾的許多作品。在拉伊金劇院工作的那段時間，米哈伊爾和羅曼·安德烈耶維奇·卡爾采夫及維克多·易堔科數度合作。米哈伊爾為了他倆寫了超過三百齣短劇和獨角戲。之後他自己開始在敖德薩的許多表演廳演出。甚至在莫斯科劇院艾爾米塔什演出後，聲名大燥。1991年，於電影《天才》中，友情客串。從2002年一直到現在，主持電視節目《國家保護者》。這齣電視劇於每個月的第一個星期一，於俄羅斯電視頻道第一頻道播出。

## 新聞
- . : 小型文藝節目. （原始内容存档于2011-03-03） （中文）.